# Otello Colangeli
Otello Colangeli (Roma, 20 dicembre 1912 – Roma, 6 gennaio 1998) è stato un montatore italiano.

## Biografia
Entrò in contatto con il cinema all'età di diciassette anni studiando dapprima nella Radiotecnica e poco dopo nel cinema Barberini. Di seguito passò alla EIA (Edizioni Internazionali Cinematografiche) dove imparò a montare le pellicole e nel 1936, dopo aver passato un esame di montaggio, lavorò anche per i piccoli cinegiornali LUCE.
In tutta la sua carriera contribuì a montare più di 500 lungometraggi. Lavorò in film quali Totò cerca casa, Tototarzan, Il medico e lo stregone, Totò e Marcellino, Il monaco di Monza e Danza macabra.
Era padre di Carlotta Colangeli.

## Filmografia parziale

### Cinema
- La sposa dei Re, regia di Duilio Coletti (1938)
- Tre fratelli in gamba, regia di Alberto Salvi (1939)
- L'ospite di una notte, regia di Giuseppe Guarino (1939)
- La fortuna viene dal cielo, regia di Ákos Ráthonyi (1942)
- Vietato ai minorenni, regia di Mario Massa (1944)
- Follie per l'opera, regia di Mario Costa (1949)
- Vivere a sbafo, regia di Giorgio Ferroni (1949)
- Trieste mia!, regia di Mario Costa (1951)
- Amo un assassino, regia di Baccio Bandini (1951)
- Solo per te Lucia, regia di Franco Rossi (1952)
- L'ingiusta condanna, regia di Giuseppe Masini (1952)
- Primo premio: Mariarosa, regia di Sergio Grieco (1952)
- La mia vita è tua, regia di Giuseppe Masini (1953)
- Perdonami!, regia di Mario Costa (1953)
- Ti ho sempre amato!, regia di Mario Costa (1953)
- Il terrore dell'Andalusia, regia di Ladislao Vajda (1953)
- La passeggiata, regia di Renato Rascel (1953)
- La canzone del cuore, regia di Carlo Campogalliani (1955)
- Agguato sul mare, regia di Pino Mercanti (1955)
- Moglie e buoi, regia di Leonardo De Mitri (1956)
- Le belle dell'aria, regia di Mario Costa e Eduardo Manzanos Brochero (1957)
- Via col... paravento, regia di Mario Costa (1958)
- Amore a prima vista, regia di Franco Rossi (1958)
- I Reali di Francia, regia di Mario Costa (1959)
- Vacanze in Argentina, regia di Guido Leoni (1960)
- Caccia all'uomo, regia di Riccardo Freda (1961)
- La notte dell'innominato, regia di Luigi Latini De Marchi (1962)
- Ultimatum alla vita, regia di Renato Polselli (1962)
- Vulcano, figlio di Giove, regia di Emimmo Salvi (1962)
- Le verdi bandiere di Allah, regia di Giacomo Gentilomo e Guido Zurli (1963)
- Horror, regia di Alberto De Martino (1963)
- Gli invincibili sette, regia di Alberto De Martino (1963)
- Via Veneto, regia di Giuseppe Lipartiti (1964)
- Il mostro dell'opera, regia di Renato Polselli (1964)
- Il figlio di Cleopatra, regia di Ferdinando Baldi (1964)
- La rivolta dei sette, regia di Alberto De Martino (1964)
- L'ultima carica, regia di Leopoldo Savona (1964)
- Giurò... e li uccise ad uno ad uno... Piluk il timido, regia di Guido Celano (1968)
- La verità secondo Satana, regia di Renato Polselli (1972)
- L'assassino... è al telefono, regia di Alberto De Martino (1972)
- La morte scende leggera, regia di Leopoldo Savona (1972)
- Il consigliori, regia di Alberto De Martino (1973)
- Ti darò un posto all'inferno, regia di Paolo Bianchini (1974)
- Calore in provincia, regia di Roberto Bianchi Montero (1975)
- Campagnola bella, regia di Mario Siciliano (1976)
- Sette ragazze di classe, regia di Pedro Lazaga (1979)
- Rito d'amore, regia di Aldo Lado (1989)
- Demonia, regia di Lucio Fulci (1990)